# Lingua pahlavi
Il termine pahlavi si riferisce al medio persiano, lingua usata anche nei testi religiosi della tradizione zoroastriana. Esso rappresenta la fase media della storia della lingua persiana, quindi, la continuazione diretta dell'antico persiano d'epoca achemenide (secoli VI-IV a.C.) e l'antecedente del neopersiano. Diffuso inizialmente nell’Iran sud-occidentale (Pārs) divenne la lingua ufficiale e letteraria dell'Impero sasanide (secoli III-VII d.C.). Ben presto, si espanse in direzione settentrionale e nord-orientale, soppiantando gradualmente lingue e dialetti iranici. 
Al termine di questi processi plurisecolari, il medio persiano già all'epoca della conquista araba (secoli VII-VIII d.C.), era diffuso in una cospicua parte del territorio degli odierni Iran, Afghanistan e Asia centrale, comprese le distese del Khorasan. Il medio persiano, insieme al partico o arsacide, lingua dell'Impero arsacide (secoli III a.C.-III d.C.), costituisce il gruppo occidentale delle lingue medio iraniche. In realtà, il termine pahlavi è denominazione impropria poiché pahlavīk è la continuazione settentrionale dell'etnonimo antico iranico parthava “partico” e quindi si presta meglio ad indicare il dialetto nord-occidentale (partico o arsacide). Invece, il dialetto che è alla base del medio persiano dei testi zoroastriani è fondamentalmente affine al parsik “persiano”, dialetto sud-occidentale.
Fra tutte le lingue medio iraniche, il medio persiano è quella che offre il maggior numero di documenti. Sono conservate monete con legende, iscrizioni su vasi, sigilli, gemme ecc. Dal III-IV secolo si conservano iscrizioni scolpite in nome dei sovrani sasanidi e di personalità politiche e religiose di quell'epoca in Iran. Tuttavia, la documentazione principale per lo studio del medio persiano è fornita dalla vasta letteratura di contenuto religioso (zoroastriano) e profano, composta all'epoca del dominio sasanide e nei primi secoli successivi alla conquista araba (secoli VII-VIII d.C.). Grande è anche l’importanza dei documenti manichei rinvenuti all'inizio del XX secolo nell'oasi di Turfan (Turkestan cinese). Tra questi, il manoscritto del salterio (sec. VII d.C.) rappresenta il più antico manoscritto esistente di letteratura pahlavi. Tracce del medio persiano sono state ritrovate anche in una collezione di papiri redatti in Egitto durante l'occupazione sasanide per mano di Cosroe II (619-629 d.C.).

## Sistema di scrittura

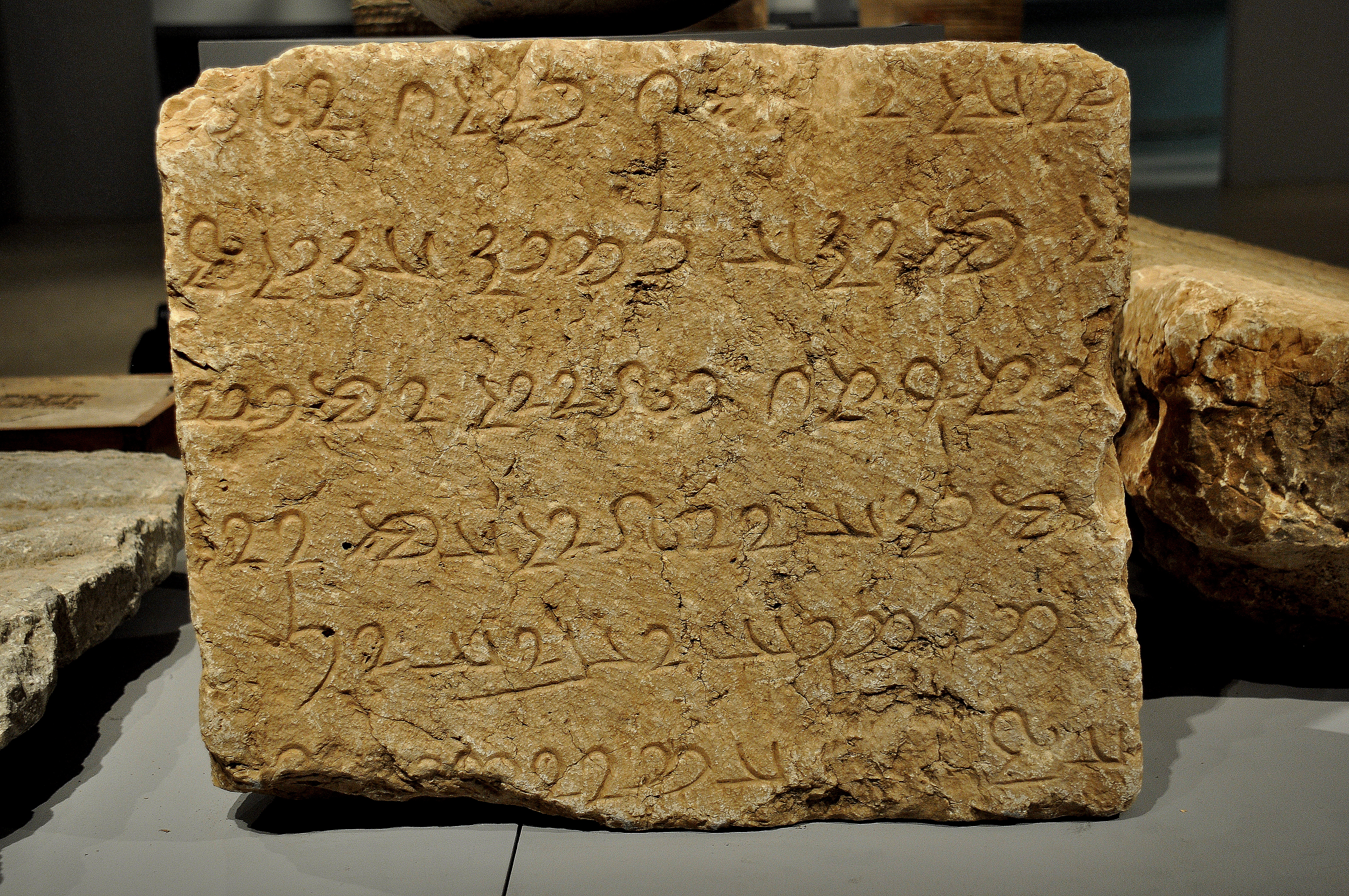
Iscrizione in medio persiano

La scrittura del medio persiano d'epoca sasanide deriva dall'aramaico del periodo achemenide. Si è sviluppata sia in carattere maiuscolo (principalmente in iscrizioni del III secolo d.C.), sia in carattere corsivo, usato per la comunicazione quotidiana (lettere, liste ed anche documenti ufficiali). Da questo corsivo proviene la scrittura dei libri zoroastriani; i più antichi manoscritti esistenti sono datati a partire dal XIV secolo d.C. in poi. Il frammento del salterio (scritto nel VII secolo d.C. e rinvenuto nell'oasi di Turfan), mostra alcune forme arcaiche di questa scrittura.

## Fonologia

### Sistema consonantico[4]
|           | Labiali | Dentali | Palatali | Velari | Glottidali |
| --------- | ------- | ------- | -------- | ------ | ---------- |
| Occlusive | p b     | t d     | č ğ      | k g    | -          |
| Fricative | f v     | s z     | š ž      | x (ɣ)  | h          |
| Nasali    | m       | n       | -        | (ŋ)    | -          |
| Liquide   | -       | l r     | -        | -      | -          |

### Sistema vocalico
Dato che la scrittura non permette di notare in maniera appropriata le vocali, i fonemi tra parentesi si riferiscono a suoni il cui status fonetico non è ancora chiaro.
|        | Anteriori | Centrali | Posteriori |
| ------ | --------- | -------- | ---------- |
| Chiuse | i, ī      |          | u, ū       |
| Medie  | (e)       |          | (o), ō     |
| Aperte |           | a,ā      |            |

## Morfologia

### Sistema nominale
Genere e numero: a differenza della complessa struttura morfologica dell’antico persiano, quella del medio persiano è stata notevolmente semplificata. La fase media della storia delle lingue iraniche è caratterizzata da profondi mutamenti nel loro sistema grammaticale. In alcune parti del discorso (soprattutto quelle nominali), il sistema flessivo antico iranico è totalmente scomparso. Il medio persiano non conosce più alcuna distinzione di genere; si è definitivamente estinta la categoria del duale dell’antico persiano ma si mantiene la forma plurale antico iranica con il suffisso  -ān.
Pronomi: i pronomi personali hanno una forma piena ed una enclitica. 
|        | Piena  | Enclitica |
| ------ | ------ | --------- |
| 1a sg. | man    | -m        |
| 2a sg. | tō     | -t        |
| 3a sg. | -ōy    | -š        |
| 1a pl. | amā    | -mān      |
| 2a pl. | ašma   | -tān      |
| 3a pl. | awēšan | -šān      |

Pronomi dimostrativi: im (‘questo’), ēd (‘questo’), ēn (‘questo’), ōy (‘quello’), ān (‘quello’). Solo im e ōy hanno le forme plurali che sono, rispettivamente, imēšān (‘questi’) e awēšan (‘quelli’). Pronomi interrogativi: kē (‘chi?’), čē (‘cosa?’), kēkē (‘qualcuno’). Gli avverbi interrogativi sono invece kū (‘dove?’), kay (‘quando?’), čiyōn (‘perché?’), čim (‘perché?’).

### Sistema verbale
Con la radice del presente si formano il presente indicativo, il congiuntivo, l’ottativo e l’imperativo. Con la radice del passato si costituiscono i tempi del passato indicativo, congiuntivo ed ottativo.
Tempi: presente, passato remoto, trapassato prossimo, passato prossimo, trapassato. Si costruiscono combinando insieme i temi con un verbo ausiliare: būdan ('essere') o estādan ('stare').
1. Il presente indicativo è formato con la tema del presente + desinenze del presente; è usato per esprimere le azioni presenti e future.
2. Il passato remoto si forma con il tema del passato + presente del verbo ‘essere’.
3. Il trapassato remoto si costituisce con il tema del passato + passato remoto del verbo ‘essere’.
4. Il passato prossimo con il tema del passato + presente del verbo ‘stare’.
5. Il trapassato prossimo con il tema del passato + passato remoto del verbo ‘stare’.

Di seguito la coniugazione del verbo šudan ('andare'):
|        | Presente "egli va" | Passato remoto "egli andò" | Trapassato remoto "egli fu andato" | Passato prossimo "egli è andato" | Trapassato prossimo "egli era andato" |
| ------ | ------------------ | -------------------------- | ---------------------------------- | -------------------------------- | ------------------------------------- |
| 1a sg. | šawam              | šud ham                    | šud būd ham                        | šud estam                        | šud estād ham                         |
| 2a sg. | šawē               | šud hē                     | šud būd hē                         | šud estē                         | šud estād hē                          |
| 3a sg. | šawēd              | šud                        | šud būd                            | šud estēd                        | šud estād                             |
| 1a pl. | šawēm              | šud hēm                    | šud būd hēm                        | šud estēm                        | šud estād hēm                         |
| 2a pl. | šawēd              | šud hēd                    | šud būd hēd                        | šud estēd                        | šud estād hēd                         |
| 3a pl. | šawēnd             | šud hēnd                   | šud būd hēnd                       | šud estēnd                       | šud estād hēnd                        |

Modi: indicativo, imperativo, congiuntivo, ottativo. Gli ultimi due erano impiegati sporadicamente e solo con certe persone. L’imperativo non ha desinenze nella seconda persona singolare e corrisponde al presente indicativo nella prima e seconda persona plurale. L’infinito ha due forme: una breve identical al participio passato ed una lunga che si forma aggiungendo il suffisso –an al tema del passato es. Perda (‘dare’), geriftan (‘prendere’), estādan (‘stare’).
Voci: attiva, passiva.

## Sintassi e lessico
A causa della perdita del sistema dei casi antico iranico, l’ordine delle parole è meno libero. L’ordine diventa soggetto – complemento indiretto – complemento oggetto – verbo. Per quanto concerne il lessico, la lingua pahlavi ha numerosi prestiti dal sanscrito, dal greco e dall’aramaico.

### Esempio di testo medio persiano
Dal Kārnāmag ī Ardaxšīr ī Pābagān, I, 1-6)
Spahān ud Pārs ud kustīhā ī awiš nazdīktar pad dast ī Ardawān sālār būd
Pābag marzobān ud šahryār ī Pārs būd ud az gumārdagān ī Ardawān būd
Ardawān pad Staxr nišast
ud Pābag rāy ēč frazand ī nām-burdār nē būd
ud Sāsān šubān ī Pābag būd ud hamwār abāg gōspandān būd ud az tōhmag ī Dārā ī Dārāyān būd…»

### Traduzione
Isfahān, Pārs e le regioni contigue furono sotto il dominio (letteralmente ‘in mano’) del principe Ardavān.
Pāpak era margravio e governatore del Pārs, ed era [uno] dei vassalli di Ardavān.
Ardavān risiedeva in Istaxr
E Pāpak non aveva un figlio che ne continuasse (letteralmente ‘portasse’) il nome.
E Sāsān era pastore di Pāpak e stava sempre insieme con le greggi, però era della famiglia di Dario…»